# Níver Arboleda
Níver Arboleda (Puerto Tejada, 8 december 1967 – 5 oktober 2011) was een profvoetballer uit Colombia. Hij speelde als aanvaller of aanvallende middenvelder gedurende zijn carrière in Colombia, Mexico en China. Arboleda stierf in 2011 aan een hartaanval.

## Interlandcarrière
Arboleda kwam vijf keer (nul doelpunten) uit voor de nationale ploeg van Colombia in de periode 1991–1995. Hij nam met zijn vaderland deel aan de strijd om de Copa América in Uruguay, waar Colombia als derde eindigde. Onder leiding van bondscoach Luis Augusto García maakte hij zijn debuut op zondag 3 februari 1991 in de vriendschappelijke wedstrijd tegen Zwitserland, net als Hugo Galeano en Justino Sinisterra.

## Erelijst
Atlético Nacional
- Copa Libertadores

1989
- Colombiaans landskampioen

1991